# Кошиці (аеропорт)
Міжнародний аеропорт «Кошиці» (словац. Medzinárodné letisko Košice) (IATA: KSC, ICAO: LZKZ) — другий за величиною аеропорт Словаччини, за 6 км на південь від міста Кошиць. Експлуатаційна довжина злітно-посадкової смуги 2000 метрів. Заснований у 1950 році.

## Історія

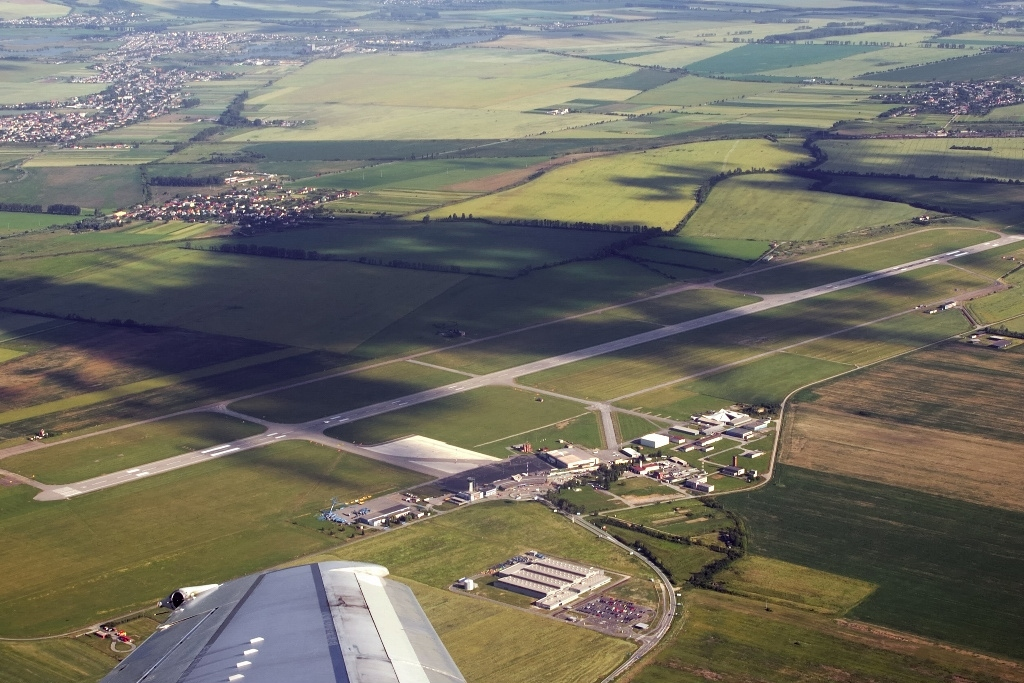
Вигляд із повітря на аеропорт Кошиці

Будівництво аеропорту розпочалося у 1950 році у міському районі Барка, розташованого в межах міста Кошиць. У 1953 році експлуатаційна довжина злітно-посадкової смуги аеропорту складала 2000 метрів. У 1955 році було здійснено прямі авіарейси між Прагою і Кошицями і назад. Аеропорт отримав тоді своє прізвисько — Східний експрес. У 1959 році він був переведений у відання Кошицького військового коледжу. Тобто став сумісного базування. У 1974—1977 рр. було продовжено злітно-посадкової смугу на 1100 метрів. Ще одна важлива злітно-посадкова смуга і реконструкція перону була побудована у 1992—1993 роках. У 2001 році почалося будівництво нового терміналу, який було відкрито у 2004 році і у 2005 році був удостоєний звання Будівля року 2005 в Словаччині. У 2007 році аеропорт розширивсь і збільшив кількість стоянок повітряних суден.

## Акції аеропорту
Після завершення процесу приватизації в 2006 році, 66 % акцій взяв на себе міжнародний аеропорт Відня. Решта 34 % акцій залишаються у власності Словацької Республіки в особі Міністерства транспорту, будівництва та регіонального розвитку.

## Авіакомпанії та ключові напрямки на листопад 2017
| Авіакомпанія                                | Пункт призначення                                                                                      |
| ------------------------------------------- | --- |
| Aegean Airlines                             | Сезонний чартер: Корфу, Іракліон, Родос                                                                |
| Austrian Airlines                           | Відень                                                                                                 |
| Bulgarian Air Charter                       | Сезонний чартер: Бургас, Варна                                                                         |
| Czech Airlines                              | Братислава, Прага                                                                                      |
| LOT Polish Airlines                         | Варшава-Шопен                                                                                          |
| Nesma Airlines                              | Сезонний чартер: Хургада                                                                               |
| SmartWings оператор Travel Service Slovakia | Сезонний: Бургас, Іракліон, Ламеція-Терме, Ларнака (з 11 червня 2018) Пальма-де-Мальорка, Прага, Родос |
| Travel Service Slovakia                     | Сезонний чартер: Анталія, Бургас, Катанія,Корфу, Гран-Канарія, Хургада, Монастір, Родос, Тирана        |
| Turkish Airlines                            | Стамбул-Ататюрк                                                                                        |
| Wizz Air                                    | Кельн/Бонн, Донкастер-Шеффілд, Лондон-Лутон, Тель-Авів-Бен-Гуріон                                      |

## Статистика
| Рік  | Пасажири | Зміни   | Вантаж (тонни) |
| ---- | -------- | ------- | -------------- |
| 2000 | 125,844  |         | 277            |
| 2001 | 138,083  | +9.7 %  | 500            |
| 2002 | 161,827  | +17.2 % | 257            |
| 2003 | 187,716  | +16.0 % | 322            |
| 2004 | 231,410  | +23.3 % | 368            |
| 2005 | 269,885  | +16.6 % | 448            |
| 2006 | 343,818  | +27.4 % | 323            |
| 2007 | 443,448  | +29.0 % | 264            |
| 2008 | 590,919  | +33.3 % | 457            |
| 2009 | 352,460  | −40.4 % | 446            |
| 2010 | 266,858  | −24.3 % |                |
| 2011 | 266,143  | −0.3 %  |                |
| 2012 | 235,754  | −11.4 % |                |
| 2013 | 237,165  | +0.6 %  |                |
| 2014 | 356,750  | +50.4 % |                |
| 2015 | 410,400  | +15.0 % |                |
| 2016 | 436,696  | +6.4 %  |                |